# توماس هامفریز (ورزشکار)
توماس هامفریز (انگلیسی: Thomas Humphreys; ۸ سپتامبر ۱۸۹۰ – ۹ آوریل ۱۹۶۷) ورزشکار دو و میدانی اهل بریتانیا بود.